# DISCHARGE (SIONのアルバム)
『DISCHARGE』（ディスチャージ）は、SIONが1999年10月27日に東芝EMI / EASTWORLDからリリースした、13枚目のオリジナル・アルバム。

## 収録曲
全作詞・作曲：SION
1. カサブタ (4:16)
2. 月と空缶 (4:12)
3. 猿 (5:21)
4. 傘 (4:10)
5. エレファントソング (4:04)
6. 徐々に (3:43)
7. 薄紫 (3:54)
8. 愛してるや (5:30)
9. ZERO (3:47)
10. ここで (5:32)

## 参加ミュージシャン
- SION：ボーカル、ハーモニカ
- 茂木欣一：ドラム
- アツシ：ドラム
- 池畑潤二：ドラム、ベル、タンバリン
- 平ヶ倉良枝：ドラム
- 渡辺等：エレクトリックベース、アコースティックベース、マンドロンチェロ、マンドリン、チェロ
- 柏原譲：エレクトリックベース
- バカボン鈴木：アコースティックベース、エレクトリックベース
- 井上富雄：エレクトリックベース
- 早川岳晴：エレクトリックベース
- 藤井一彦：エレクトリック・ギター、アコースティック・ギター
- 嘉多山信：アコースティック・ギター
- 塚本功：エレクトリック・ギター
- 今堀恒雄：アコースティック・ギター、エレクトリック・ギター
- 細海魚：ハモンドオルガン、アコーディオン、アコースティックピアノ
- 柴草玲：アコースティックピアノ
- 塩見光昭：プログラミング、エレクトリック・ギター
- ERIC宮城：トランペット
- 川瀬正人：シェイカー、タンバリン、シンバル
- 後藤勇一郎：ストリングス
- 清水一登：ウーリッツァー
- 三沢泉：コンガ、タンバリン、シェイカー